# Maude Fealy

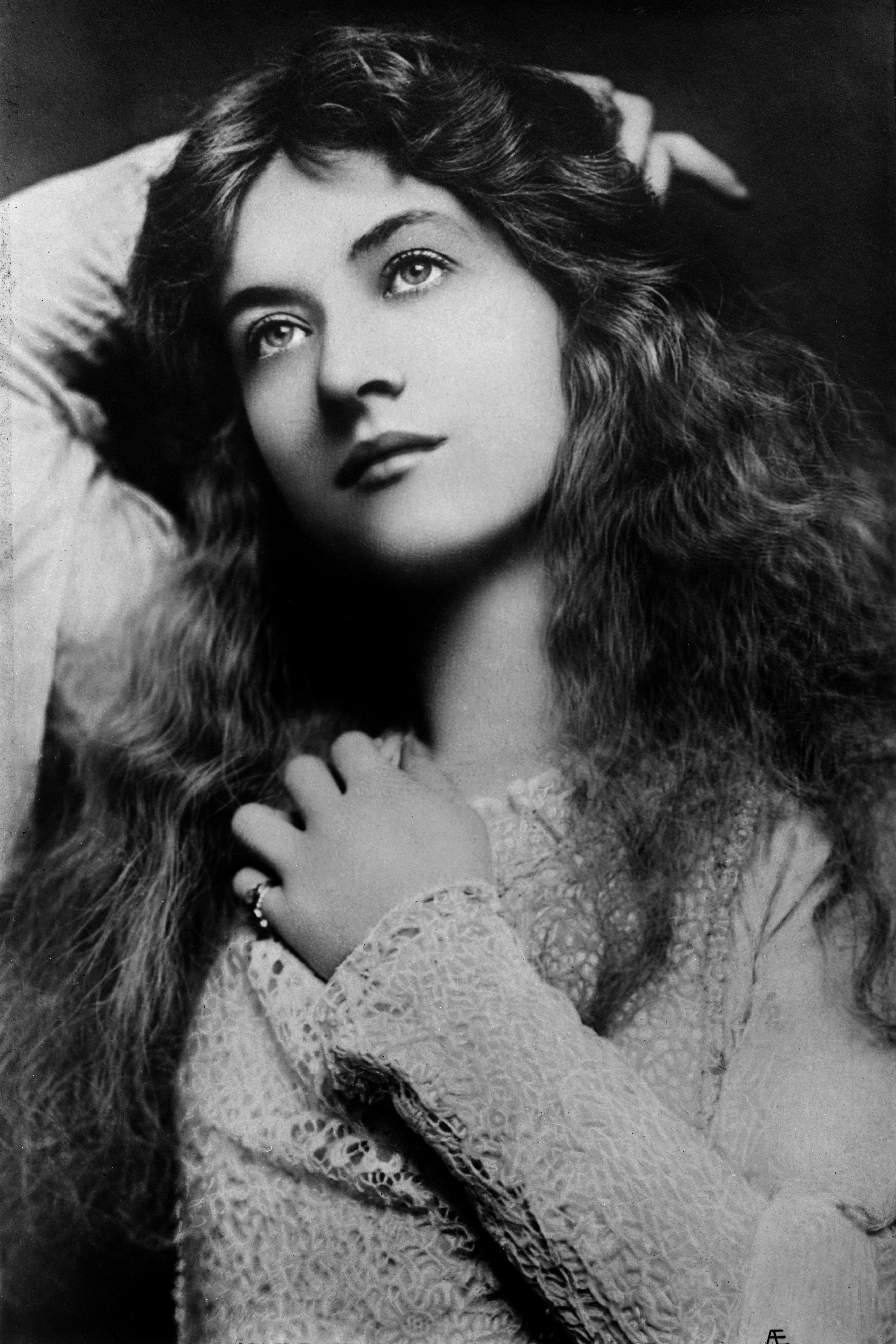
Maude Fealy (zwischen 1900 und 1902)

Maude Fealy (eigentlich Maude Mary Hawk; * 4. März 1883 in Memphis, Tennessee; † 9. November 1971 in Woodland Hills, Kalifornien) war eine US-amerikanische Schauspielerin, die vor allem während der Stummfilmära Bekanntheit erlangte. Ihre Karriere erstreckte sich über einen Zeitraum von mehr als 70 Jahren.

## Leben
Maude Fealy war die Tochter von James Hawk und der als Schauspielerin sowie Schauspiellehrerin tätigen Margaret Fealy (1866–1955). Die Mutter heiratete später Rafaello Cavallo, den Leiter des Colorado Symphony Orchestra. Maude Fealy gab ihr Schauspieldebüt bereits 1886 im Alter von drei Jahren im von ihrer Mutter produzierten Theaterstück Faust. Ihr Debüt am Broadway erfolgte 1900 in Quo Vadis, erneut an der Seite ihrer Mutter.
1901 uns 1902 tourte Maude Fealy mit dem Schauspieler William Gillette in dessen Paraderolle des Sherlock Holmes durch Großbritannien. Anschließend folgten bis zu dessen Tod im Jahr 1905 mehrere Auftritte mit Henry Irving. Nach ihrer Rückkehr in die Vereinigten Staaten galt sie durch landesweite Auftritte ab 1907 auch dort als populäre Bühnenschauspielerin.
1911 begann Fealy ihre Karriere als Filmschauspielerin für Produktionen der Thanhouser Company. Bis 1917 war sie in einer Vielzahl von Stummfilmen zu sehen, ehe sie ihre Filmlaufbahn für 14 Jahre unterbrach und sich wieder vermehrt der Bühne widmete. In der Folgezeit tourte Fealy durch die westliche Hälfte der USA und gab Vorstellungen im Lakeside Amusement Park in der Nähe von Denver. Zudem schrieb sie auch eigene Stücke. Zuvor hatte Fealy bereits 1914 am Drehbuch von drei Stummfilmen mitgewirkt. Wie schon ihre Mutter arbeitete sie auch als Schauspiellehrerin und führte im Laufe ihres Lebens drei verschiedene Schulen: Das Maude Fealy Studio of Speech in Grand Rapids, die Fealy School of Stage and Screen Acting in Burbank sowie die Fealy School of Dramatic Expression in Denver.
Ab 1931 trat Fealy vereinzelt wieder als Filmschauspielerin auf, war jedoch überwiegend in kleinen Neben- oder Statistenrollen zu sehen. So spielte sie unter anderem 1956 eine alte Sklavin im Monumentalfilm Die zehn Gebote. Nach einem letzten kleinen Auftritt in König der Freibeuter zog sich Fealy 1958 von der Schauspielerei zurück. 72 Jahre, nachdem sie erstmals auf der Bühne gestanden hatte.
Maude Fealy war dreimal verheiratet, alle drei Ehen blieben kinderlos und wurden geschieden. Sie verbrachte ihre letzten Lebensjahre im Motion Picture & Television Country House and Hospital in Woodland Hills, einem Stadtteil von Los Angeles. Dort starb Fealy am 9. November 1971 an den Folgen von Atherosklerose im Alter von 88 Jahren. Ihre Grabstätte befindet sich im Abbey of the Psalms Mausoleum des Hollywood Forever Cemetery.

## Filmografie
- 1911: David Copperfield (Kurzfilm)
- 1912: East Lynne (Kurzfilm)
- 1912: Aurora Floyd (Kurzfilm)
- 1913: King René’s Daughter (Kurzfilm)
- 1913: Little Dorrit (Kurzfilm)
- 1913: Moths
- 1913: The Legend of Provence
- 1913: An Orphan’s Romance (Kurzfilm)
- 1914: Frou Frou
- 1914: The Runaway Princess (Kurzfilm)
- 1914: The Woman Pays (Kurzfilm)
- 1914: A New England Idyl (Kurzfilm)
- 1914: The Golden Cross (Kurzfilm)
- 1914: Kathleen the Irish Rose (Kurzfilm)
- 1914: The Musician’s Daughter (Kurzfilm)
- 1914: Was She Right in Forgiving Him? (Kurzfilm)
- 1914: Pamela Congreve
- 1914: Deborah (Kurzfilm)
- 1914: Mary Jane’s Burglar (Kurzfilm)
- 1914: It Might Have Been Worse (Kurzfilm)
- 1915: The Girl from Tim’s Place (Kurzfilm)
- 1915: Bondwomen
- 1916: The Immortal Flame
- 1917: The American Consul
- 1931: Laugh and Get Rich
- 1937: Smashing the Vice Trust
- 1938: Der Freibeuter von Louisiana (The Buccaneer)
- 1938: Bulldog Drummond: Der künstliche Diamant (Bulldog Drummond’s Peril)
- 1938: Race Suicide
- 1939: Union Pacific
- 1940: Emergency Squad
- 1940: Seventeen
- 1944: Das Haus der Lady Alquist (Gaslight)
- 1947: Ehebruch (The Unfaithful)
- 1947: Ein Doppelleben (A Double Life)
- 1956: Die zehn Gebote (The Ten Commandments)
- 1958: König der Freibeuter (The Buccaneer)